# Nāḩiyat Rājū
Nāḩiyat Rājū (arabiska: ناحية راجو) är ett subdistrikt i Syrien.   Det ligger i provinsen Aleppo, i den nordvästra delen av landet, 400 km norr om huvudstaden Damaskus.
Trakten runt Nāḩiyat Rājū består till största delen av jordbruksmark. Runt Nāḩiyat Rājū är det ganska tätbefolkat, med 86 invånare per kvadratkilometer.